# Coventry City Football Club
Il Coventry City Football Club, meglio noto come Coventry City, è una società calcistica inglese della città di Coventry. Milita in Championship, la seconda divisione del campionato inglese di calcio.

## Storia
Fondata nel 1883 come Singer F.C. da lavoratori della omonima casa automobilistica inglese, la squadra disputò principalmente partite amatoriali nei primi anni della sua storia, divenendo un club professionistico solo nel 1892. Trasferitasi nello storico stadio di Highfield Road nel 1899, assunse il nome di Coventry City Football Club nel 1898 e continuò la propria attività sportiva nelle divisioni locali e regionali, prima di essere ammessa alla Football League solo dopo la prima guerra mondiale, esordendo nella Second Division solo nel 1919.
La prima stagione nella lega nazionale fu decisamente travagliata, e la retrocessione fu evitata in modo rocambolesco grazie alle due vittorie ottenute in altrettante gare contro il Bury F.C.. Tre anni dopo, nel 1923, il presidente del club e altri dirigenti furono tuttavia squalificati a vita dalla Football Association con l'accusa di aver combinato i risultati di quegli incontri decisivi. Nella stessa stagione, il team stabilì il record negativo, ancora imbattuto, di 997 minuti senza segnare una rete.
Retrocesso in Third Division nel 1925, il Coventry riuscì a riguadagnare la categoria solo dopo dieci anni. Dopo la seconda guerra mondiale, il club subì tuttavia una nuova retrocessione in terza serie, che avviò un periodo privo di gloria per la squadra, scesa addirittura in Fourth Division nel 1958.
La permanenza in quarta divisione fu tuttavia di breve durata: dopo solo un anno la squadra fu promossa nuovamente in Third Division e, nel 1964 tornò nella serie cadetta della piramide calcistica inglese, dodici anni dopo l'ultima apparizione. Pochi anni dopo la vittoria del campionato nel 1967 consentì agli Sky Blues di esordire nella massima categoria calcistica nazionale, a più di settant'anni dalla fondazione del club.
Dopo il raggiungimento del sesto posto in campionato (la migliore posizione mai raggiunta dal club) nel 1970, il Coventry ottenne il diritto di partecipare per la prima (e finora unica) volta, l'anno successivo, ad una competizione ufficiale europea, la Coppa delle Fiere, venendo eliminato ai sedicesimi di finale dal Bayern Monaco dopo il passaggio del primo turno eliminatorio.
Negli anni successivi gli Sky Blues riuscirono sempre a mantenere la categoria, occupando quasi stabilmente la parte destra della classifica (eccettuato il settimo posto della stagione 1977-78. Con il passare delle stagioni, la squadra si confermò una presenza regolare nella massima serie inglese, riuscendo a conquistare il suo primo trofeo nazionale nel 1987, con la vittoria della FA Cup, imponendosi per 3-2 contro il Tottenham nella finale di Wembley.
Nel 1992 il club è stato fra i membri fondatori della neonata Premier League. Ha partecipato ininterrottamente al massimo campionato inglese fino al 2000-01, anno nel quale è retrocesso in seconda serie dopo 34 anni.
La discesa in First Division (poi Football League Championship) aprì un periodo difficile per la squadra, che negli anni successivi non riuscì mai ad imporsi come una pretendente per la promozione e nel 2012 sperimentò nuovamente dopo quasi cinquant'anni la discesa in terza divisione (ora denominata Football League One). La stagione 2016-17 vide il Coventry sprofondare addirittura in Football League Two (la quarta divisione inglese), raggiungendo il punto più basso della propria storia dal 1959 (nonostante nella stessa stagione la squadra abbia conquistato il suo secondo trofeo nazionale, l'English Football League Trophy.
La vittoria nei play-off promozione nel 2018 ha consentito agli Sky Blues di restare solamente un anno in Football League Two. Dopo aver concluso la stagione 2018-2019 ottenendo come piazzamento finale un buon ottavo posto, nella stagione successiva il Coventry riesce a fare ancora meglio, in quanto gli Sky Blues centrano la promozione in Championship da vincitori del campionato di League One.
Nella stagione 2022-2023 il Coventry si piazza al quinto posto e arriva ad un passo dalla promozione in Premier League, perdendo, tuttavia, la finale playoff ai rigori contro il Luton Town. L'annata seguente non ripete lo stesso campionato, finendo al nono posto, ma in FA Cup il Coventry ha un clamoroso exploit, arrivando alle semifinali dopo aver eliminato il Wolveramphton ai quarti. Qui, perde ai rigori contro il Manchester United in quella che è considerata come una delle migliori partite della storia della FA Cup, con lo United, in vantaggio 3-0, si fa rimontare e all'ultimo minuto dei supplementari il Coventry realizza il 4-3 che varrebbe la finale, tuttavia annullato per un fuorigioco millimetrico, infine poi soccombendo dagli undici metri.

## Colori e simboli

### Colori
Alla sua fondazione come Singers F.C. il club indossava una divisa blu e rosa. Col tempo sono stati numerosi gli accostamenti cromatici scelti dalla squadra, dal rosso-nero usato negli anni 1890, al rosso-verde, richiamante i colori dello stemma cittadino, dei primi anni '20. L'attuale colore celeste che dà il soprannome ai tifosi è stato adottato in via regolare dalla seconda metà degli anni '20 e da allora contraddistingue, con diverse variazioni di accostamento, il club.

### Stemma
Lo stemma del club si ispira a quello della città di Coventry, riprendendone alcuni elementi fondamentali quali il grifone, la viverna e l'elefante, simbolo quest'ultimo che appare in posizione centrale e che è considerato distintivo della squadra.

## Stadio
Il club ha utilizzato lo storico stadio di Highfield Road come sede delle proprie partite casalinghe fin dal 1899. L'impianto, il primo in Inghilterra ad essere stato dotato interamente di seggiolini sugli spalti nel 1981, è stato demolito nel 2006. Da quella data il Coventry si è trasferito alla locale Ricoh Arena fino al 2013, quando a causa di motivazioni di ordine economico ha siglato un contratto con il Northampton Town per disputare le partite casalinghe al Sixfields Stadium di Northampton. Tornata nell'impianto della propria città al termine della stagione 2013-14, la squadra si è trasferita nuovamente per la stagione 2019-20, durante la quale gioca i match casalinghi allo stadio St Andrew's di Birmingham. La scelta, dettata da un mancato accordo raggiunto con i concittadini del Wasps Rugby, è stata molto contestata dai tifosi.

## Palmarès

### Competizioni nazionali
- Coppa d'Inghilterra: 1

1986-1987
- English Football League Trophy: 1

2016-2017
- Campionato inglese di seconda divisione: 1

1966-1967
- Third Division: 1

1963-1964
- Third Division South: 1

1935-1936
- Football League One: 1

2019-2020

### Competizioni regionali
- Birmingham Senior Cup: 2

1922-1923, 2006-2007

### Competizioni giovanili
- FA Youth Cup: 1

1986-1987

## Statistiche
| Livello | Categoria                                              | Partecipazioni | Debutto   | Ultima stagione | Totale |
| ------- | ------------------------------------------------------ | -------------- | --------- | --------------- | ------ |
| 1º      | First Division / Premier League                        | 34             | 1967-1968 | 2000-2001       | 34     |
| 2º      | Second Division / Football League Championship         | 35             | 1919-1920 | 2025-2026       | 35     |
| 3º      | Third Division / Second Division / Football League One | 29             | 1925-1926 | 2019-2020       | 29     |
| 4º      | Fourth Division / Third Division / Football League Two | 2              | 1958-1959 | 2016-2017       | 2      |

## Tifoseria

### Gemellaggi e rivalità
Le rivalità tradizionalmente più sentite fra la tifoseria Sky Blue sono quelle con l'Aston Villa e il Leicester City, originate principalmente da ragioni geografiche (le due località distano infatti poco più di mezz'ora di auto da Coventry).

## Rosa 2024-2025
Aggiornata al 16 febbraio 2025.
| N. |                        | Ruolo | Calciatore         |
| -- | ---------------------- | ----- | ------------------ |
| 1  | Svezia (bandiera)      | P     | Oliver Dovin       |
| 2  | Inghilterra (bandiera) | D     | Luis Binks         |
| 3  | Inghilterra (bandiera) | D     | Jay Dasilva        |
| 4  | Inghilterra (bandiera) | D     | Bobby Thomas       |
| 5  | Inghilterra (bandiera) | C     | Jack Rudoni        |
| 6  | Inghilterra (bandiera) | C     | Matt Grimes        |
| 7  | Giappone (bandiera)    | C     | Tatsuhiro Sakamoto |
| 8  | Inghilterra (bandiera) | C     | Jamie Allen        |
| 9  | Inghilterra (bandiera) | A     | Ellis Simms        |
| 10 | Inghilterra (bandiera) | C     | Ephron Mason-Clark |
| 11 | Stati Uniti (bandiera) | A     | Haji Wright        |
| 12 | Inghilterra (bandiera) | C     | Jamie Paterson     |
| 13 | Inghilterra (bandiera) | P     | Ben Wilson         |
| 14 | Inghilterra (bandiera) | C     | Ben Sheaf          |

| N. |                        | Ruolo | Calciatore               |
| -- | ---------------------- | ----- | ------------------------ |
| 15 | Inghilterra (bandiera) | D     | Liam Kitching            |
| 17 | Australia (bandiera)   | C     | Raphael Borges Rodrigues |
| 21 | Inghilterra (bandiera) | D     | Jake Bidwell             |
| 22 | Giamaica (bandiera)    | D     | Joël Latibeaudiere       |
| 23 | Ghana (bandiera)       | A     | Brandon Thomas-Asante    |
| 25 | Galles (bandiera)      | C     | Ryan Howley              |
| 27 | Paesi Bassi (bandiera) | D     | Milan van Ewijk          |
| 28 | Inghilterra (bandiera) | C     | Josh Eccles              |
| 29 | Danimarca (bandiera)   | C     | Victor Torp              |
| 32 | Scozia (bandiera)      | C     | Jack Burroughs           |
| 37 | Belgio (bandiera)      | A     | Norman Bassette          |
| 40 | Inghilterra (bandiera) | P     | Brad Collins             |
| 44 | Galles (bandiera)      | P     | Cian Tyler               |
| 51 | Inghilterra (bandiera) | D     | Harvey Broad             |